# Kalevi Sorsa
Taisto Kalevi Sorsa (21. prosinec 1930 Keuruu – 16. leden 2004 Helsinky) byl finský politik, představitel Finské sociálně demokratické strany. Ve třech obdobích byl předsedou vlády Finska (1972–1975, 1977–1979, 1982–1987), vedl 4 kabinety a vládl dohromady 9 let a 333 dní, což je doposud finský rekord. Vystudoval žurnalistiku a sociální vědy na Tamperské univerzitě. Poté pracoval jako novinář a nakladatelský redaktor. V letech 1959–1969 pracoval v různých pozicích pro organizaci UNESCO, v letech 1975–1987 byl předsedou finské sociální demokracie a v letech 1989–1991 byl předsedou finského parlamentu, Eduskunty. Byl klíčovou postavou budování finského sociálního státu. V 90. letech 20. století ho několik historiků, na základě studia otevřených sovětských archivů, označilo za spolupracovníka sovětských tajných služeb.